# Dom Pod Bykami w Świdnicy
Dom Pod Bykami w Świdnicy – zabytkowa kamienica stojąca u zbiegu ulic Pułaskiego i Długiej w Świdnicy, pod adresem Długa 45.
Jedna z najbardziej charakterystycznych kamienic w Świdnicy o neorenesansowej fasadzie zdobionej umieszczonymi w narożnikach budynku na wysokości pierwszego piętra dwiema naturalnej wielkości rzeźbami byków.
Udokumentowana historia kamienicy sięga XIV wieku, choć zgodnie z lokalnym przekazem jej początki sięgają czasów sprzed powstania Świdnicy, gdy w miejscu budynku znajdowała się leśniczówka. Z czasem przekształciła się ona w schronisko dla pielgrzymów, a później w murowany budynek. Za czasów niemieckich budynek nazywany był Grundhof, co oznaczało m.in. najstarsze miejsce. Według jednej z legend znajdowało się w nim wejście do korytarza prowadzącego poza obręb murów miejskich, którym w czasach kontrreformacji protestanci wymykali się na nabożeństwa.
Wystrój fasady z figurami byków odnosi się do odbywających się w miejscu kamienicy targów bydła. Według legendy gdy zwierzęta zostały zaatakowane przez śmiertelną zarazę, epidemia została powstrzymana przez żyjącego na drugim końcu miasta aptekarza Franciszka. Kupcy w dowód wdzięczności mieli wybudować w miejscu targowym okazałą aptekę, z wmurowanymi w narożnikach pierwszego piętra naturalnej wielkości sylwetkami byków. Tę nową „Aptekę pod Bykami” podarowano aptekarzowi, który wyleczył trzodę. Według innej legendy miejskiej na miejscu apteki mieścił się kiedyś sklep mięsny, a płaskorzeźby są pozostałością po jego wystroju.
Na kamienicy po zakończeniu wojny trzydziestoletniej we wnęce ściany szczytowej budynku, na wysokości trzeciego piętra, umieszczono obraz przedstawiający postać z palmą w prawej ręce i herbem Świdnicy w lewej ręce – identyfikowaną z Jezusem Chrystusem. Pod postacią znajdował się napis: O Panie, obdarz nas łaskawie umiłowanym czasem pokoju!. W okresie PRL obraz ten został usunięty. Obecna forma neorenesansowej fasady kamienicy pochodzi najprawdopodobniej z 1882 r.
Od 6 maja 1882 r. nieprzerwanie w budynku działa apteka, która w chwili powstania była trzecią w mieście – jej pierwszym właścicielem był Gustaw Weber, który nazwał ją Grundhof Apotheke. W 2023 r. w ramach Rządowego Programu Odbudowy Zabytków powiat świdnicki otrzymał dofinansowanie na remont m.in. Domu Pod Bykami. 